# Pancarana
Pancarana (Pancaräna in dialetto oltrepadano) è un comune italiano di 316 abitanti della provincia di Pavia in Lombardia. Si trova nell'Oltrepò Pavese, presso la riva destra del Po.

## Storia
Pancarana (il cui toponimo deriva da Pancharius, nome diffuso tra i primi Cristiani) fu dal X al XVIII secolo sotto l'ininterrotta signoria del vescovo di Pavia, signoria trasformata presto in dominio feudale. 
Il 20 ottobre 1466 venne subinfeudata a Pietro dal Verme.
Già nel XV secolo appare essere un grosso paese di circa 500 abitanti. Tra Pancarana e Sommo si trovava il traghetto della principale strada tra Voghera e Pavia, che fu sistemata in epoca sforzesca (a quell'epoca risale il lungo rettilineo tra Pancarana e Porana (Pizzale)).
La pianta di Pancarana già nel XVIII secolo non era dissimile dall'attuale: il paese, nonostante la vicinanza del Po, fu sostanzialmente risparmiato dalla furia del fiume che si abbatté invece a più riprese sui centri vicini.

### Simboli
Lo stemma e il gonfalone sono stati concessi con decreto del presidente della Repubblica del 10 dicembre 1969.
La croce di Sant'Andrea azzurra rappresenta probabilmente i numerosi corsi d'acqua presenti sul territorio del comune e la vicinanza del Ticino e del Po che  confluiscono nelle vicinanze.
Il gonfalone è un drappo partito di rosso e di azzurro.

## Società

### Evoluzione demografica
Abitanti censiti